# Apertium
Apertium — платформа для машинного перекладу, що
розробляється при підтримці іспанського уряду та уряду Каталонії в університеті Аліканте. Це вільне програмне забезпечення і випускається під ліцензією GNU GPL.
Apertium спочатку був одним з механізмів машинного перекладу у проєкті OpenTrad і на початку створювався для перекладу між спорідненими мовами, але потім був розширений для більш далеких мовних пар. Щоб створити нову систему машинного перекладу, необхідно лиш розробити лінгвістичні дані (словники, правила) у добре означених форматах.
Розроблені мовні дані (у співпраці з Universidade de Vigo, Universitat Politècnica de Catalunya та Universitat Pompeu Fabra) наразі для романських мов Іспанії (іспанської, каталонської та галісійської), а також англійської, португальської, французької та окситанської. Підтримка для німецької, нідерландської та африкаанс зараз у розробці. Є також система прототипу для пари румунська-іспанська.
Проєкт Apertium активно шукає розробників мовних пар. Інформацію для контактів можна знайти на www.apertium.org ([Архівовано 24 вересня 2019 у Wayback Machine.]).
Apertium — 'shallow-transfer' система машинного перекладу, яка використовує скінченні трансдюсери для усіх її лексичних
перетворень, та приховані марковські моделі для визначення частин мови або зняття омонімії категорії слова.
Версія 3.0 була випущена ще у 2007 році.

## Використання
Apertium використовується Фондом Wikimedia для розробки засобів перекладу статей Вікіпедії (у тому числі для Української Вікіпедії).